# Léonel de Moustier (Politiker, 1882)

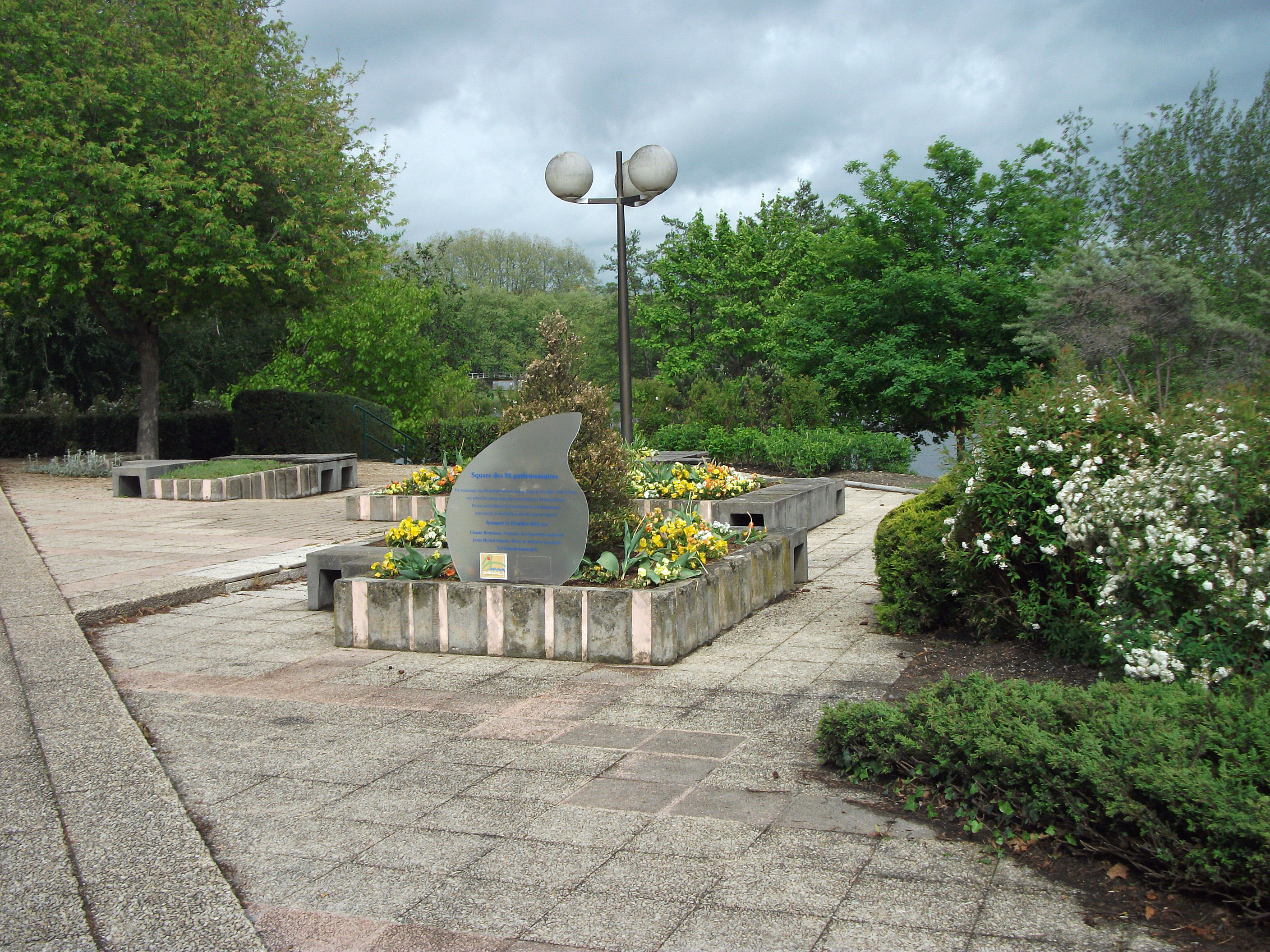
Bellerive-sur-Allier; Square des 80 Parlementaires

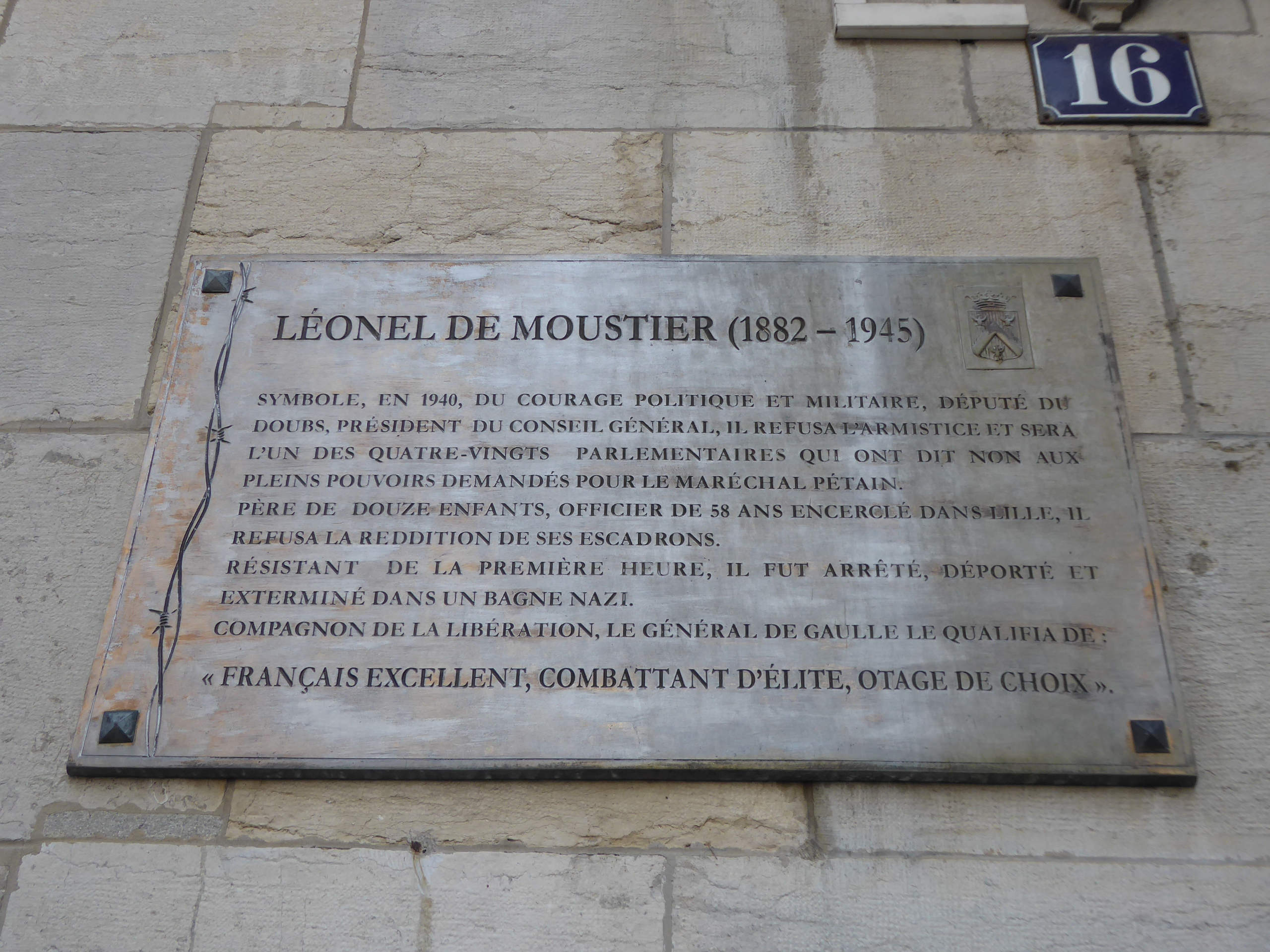
Gedenktafel an der Rue d’Alsace 16 in Besançon: „Léonel de Moustier (1882–1945), Vorbild, im Jahre 1940, der politischen und militärischen Standhaftigkeit, Abgeordneter des Doubs, Präsident des Conseil Général, war er gegen den Waffestillstand und wird einer der 80 Parlamentarier sein, die zu den verlangten Vollmachten für Marschall Pétain nein sagten. Vater von zwölf Kindern, Offizier von 58 Jahren, war er in Lille umzingelt und gab seinen Eskadron den Befehl, sich nicht zu ergeben. Résistance-Kämpfer der ersten Stunde, wurde er festgenommen, deportiert und in einem Lager der Nazis vernichtet. Er ist Compagnon de la Libération. General de Gaulle sagte von ihm: «Als exzellenter Franzose und Elitesoldat, ging er erhobenen Hauptes in die Geiselhaft.»“

Marquis Léonel de Moustier (* 5. April 1882 in Paris; † 8. März 1945 im KZ Farge) war ein französischer Politiker während der Dritten Republik und ein Résistant. Er stimmte als einer der „quatre-vingts“ (achtzig) am 10. Juli 1940 gegen das Verfassungsgesetz, das Philippe Pétain diktatorische Vollmachten verlieh. Er wurde im KZ Neuengamme ermordet.

## Leben
Léonel de Moustier war ein Enkel des gleichnamigen Diplomaten aus dem Zweiten Kaiserreich und der Sohn von René de Moustier, Abgeordneter des Doubs.
Er wurde Direktor der Kohlebergwerke und Vizepräsident der Landwirtschaftskammer des Départements. Er wurde 1910 Generalrat und 1935 Präsident des Generalrats und trat damit die Nachfolge seines Vaters an. Während des Ersten Weltkriegs wurde er mobilisiert und mehrfach ausgezeichnet.
Léonel de Moustier wurde 1928 zum Abgeordneten gewählt und trat für die Union républicaine et démocratique an (diesen Namen benutzte die Fédération républicaine im Wahlkampf). Bis 1940 wurde er ständig wiedergewählt (Fraktionen Républicain et social und Républicains indépendants et d’action sociale). Léonel de Moustier war ein Mann der Rechten, aber auch ein überzeugter Republikaner, der auf Mäßigung und soziale Gerechtigkeit bedacht war. So setzte er sich dafür ein, die Sozialgesetzgebung zum Schutz der Fabrikarbeiter auf die Landarbeiter auszuweiten. In der Außenpolitik sprach er sich in seinem Glaubensbekenntnis für diplomatische Initiativen „ohne Hintergedanken“ sowie für „eine ausreichende militärische Vorbereitung“ aus.
Er gehörte dem Ausschuss für Landwirtschaft, dem Ausschuss für das allgemeine Wahlrecht sowie dem Ausschuss für Versicherung und Sozialfürsorge an. In den späten 1930er Jahren vertrat er eine Politik der harten Hand gegenüber Hitler.
Als Reserveoffizier im Jahr 1939 (Chef d’escadron) meldete er sich und erhielt die Erlaubnis, in einer kämpfenden Einheit zu dienen, obwohl er 57 Jahre alt und Vater von 12 Kindern war. Er trat dem 11. Jägerregiment bei (später der 4. Aufklärungsgruppe der Infanteriedivision), GRDI. Nachdem er aufgrund seines Alters demobilisiert wurde und einer seiner Söhne im Oktober 1939 im selben Regiment im Kampf gefallen war, erreichte er von Edouard Daladier, dass er weiterhin das Kommando über die erste Gruppe des 4. GRDI behielt.
Im Mai 1940, in einer verzweifelten Situation bei Lille, wo seine Division eingekesselt war, gelang es ihm und seinen Reitern, die feindlichen Linien zu durchbrechen, mit seiner Eskadron zu entkommen und sie bis Dünkirchen zu führen, wo er sich nach England zurückziehen konnte. Nach nur wenigen Tagen in Großbritannien kehrte er zurück, nahm bis zum Ende der Schlacht um Dünkirchen seinen Platz an der Frontlinie ein und wurde zum Offizier der Ehrenlegion ernannt.

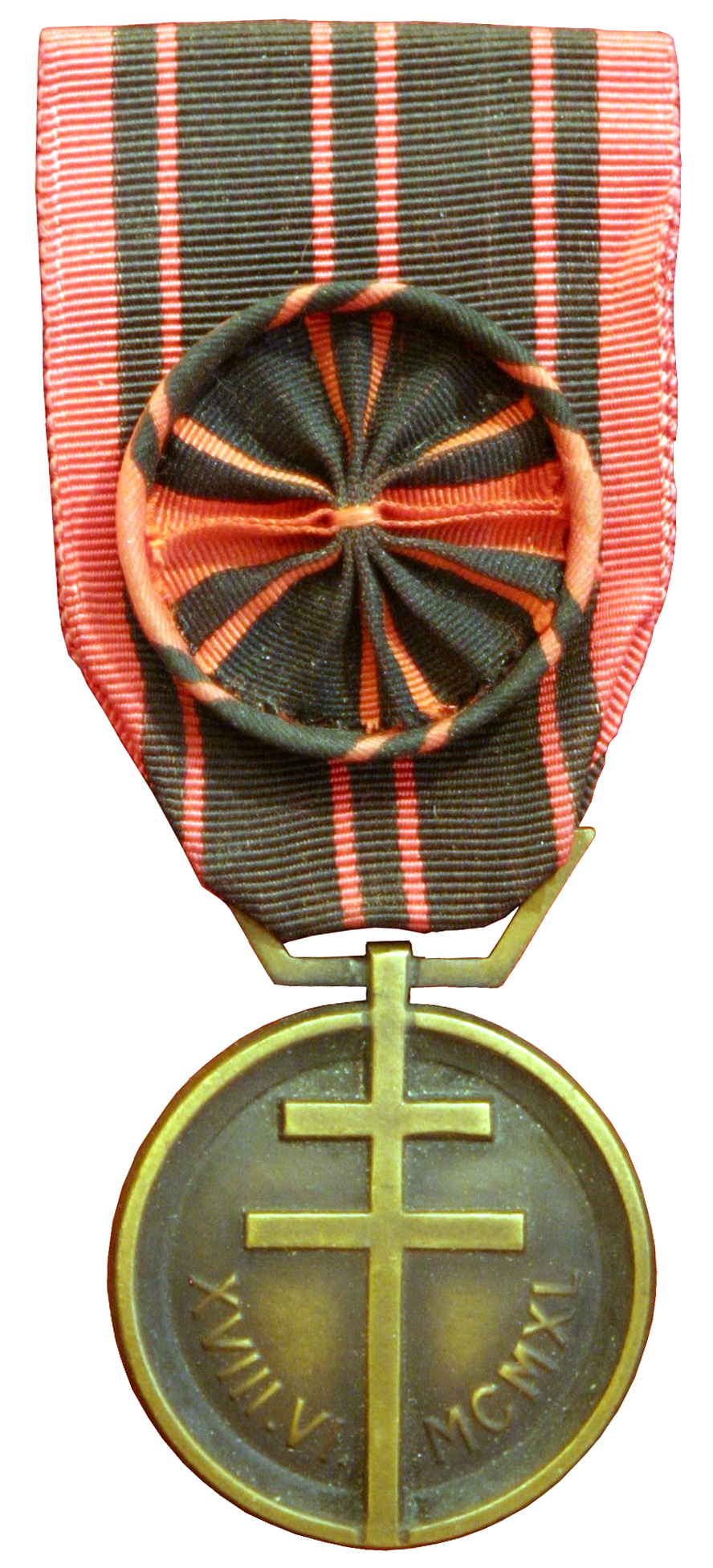
Médaille de la Résistance mit Rosette

Als Abgeordneter des Doubs reiste Léonel de Moustier nach Vichy und gehörte zu den 80 Parlamentariern, die am 10. Juli 19403 gegen die Erteilung der diktatorischen Vollmacht an Philippe Pétain stimmten; er war einer der sieben Abgeordneten der Rechten. Für ihn war der Waffenstillstand ein „Verrat“ und Pétain ein „Verräter“.
Léonel de Moustier schloss sich später der Résistance an. Er stellte sein Landgut Bournel entflohenen Widerstandskämpfern, abgeschossenen britischen und amerikanischen Fliegern und später den Verweigerern des obligatorischen Arbeitsdienstes zur Verfügung. Er wurde von Jean de Vomécourt, dem Bruder von Pierre und Philippe de Vomécourt, angeworben, um ab Frühjahr 1941 an den Aktivitäten der britischen Special Operations Executive in der Region teilzunehmen. Im Januar 1943 trat er als Agent P1 in die Forces françaises combattantes ein und gehörte dem Bureau des opérations aériennes der Region D an, wo er nach Abwurfplätzen suchte. Im Jahr 1943 nahm er Kontakt mit der Organisation de résistance de l’armée auf und wurde deren militärischer Leiter für den Bezirk Baume-les-Dames.
Am 23. August 1943 wurde Léonel de Moustier mit zwei seiner Söhne von der Gestapo verhaftet. Er wurde im Gefängnis La Butte in Besançon inhaftiert, dann in das Lager Compiègne verlegt und im Juli 1944 in das Lager Neuengamme deportiert. Als Parlamentarier hatte er Anspruch auf eine bevorzugte Behandlung, lehnte diese jedoch ab. Er starb am 8. März 1945 an Erschöpfung im Außenlager KZ Farge.
Per Dekret vom 2. Oktober 1945 wurde er posthum zum Compagnon de la Libération ernannt.
Aus seiner am 5. Juni 1906 in Brüssel geschlossenen Ehe mit Prinzessin Jeanne Marie Louise de Ligne (2. Oktober 1887, Brüssel; † 23. Februar 1974, Montabon), Tochter von Ernest (1857–1937), 10. Prinz de Ligne, hatte er 12 Kinder, darunter Roland de Moustier, der ihm in seinen Wahlmandaten nachfolgte. Vier seiner Kinder wurden Generalräte: drei im Departement Doubs und seine älteste Tochter Renée Armand im Département Sarthe. Seine Tochter Claude (1924–2018) ist die Mutter des Abgeordneten Charles de Courson.

## Auszeichnungen
- Offizier der Ehrenlegion
- Compagnon de la Libération (posthum)
- Croix de guerre 1914–1918
- Croix de guerre 1939–1945
- Médaille de la Résistance française (posthum)[13]